# Hispania Tarraconensis
Hispania Tarraconensis var den største af tre romerske provinser på den Iberiske halvø. Den omfattede størstedelen af det nuværende Spaniens middelhavskyst, det centrale plateau, nordkysten og det nordlige Portugal. Sydspanien (den nuværende region Andalusien) husede provinsen Hispania Baetica, og mod vest lå Lusitania.

## Historie
Den kejserlige romerske provins Tarraconensis erstattede i 27 f.Kr. under Augustus’ reorganisering af provinserne den republikanske provins Hispania Citerior, der havde været administeret af en konsul i senrepublikken. Hovedstaden var Tarraco (nu Tarragona i Katalonien). Provinsen fik først sin endelige form efter de Kantabriske krige (29–19 f.Kr.), der medførte at hele halvøen kom under romersk styre, da Kantabrerne som det sidste iberiske folkeslag blev pacificeret. Den romerske kontrol blev dog aldrig fuldstændig, og de nordvestlige egne opretholdt en form for uafhængighed.
Servius Sulpicius Galba, der kortvarigt var kejser, var provinsens guvernør fra 61, mens Plinius den Ældre var procurator i 73. Under Diocletian blev Hispania Tarraconensis i 293 delt i tre mindre provinser: Gallaecia, Carthaginiensis og Tarraconensis. Tarraconensis forblev under romersk kontrol indtil 5. århundrede, hvor Romerrigets vestlige del kollapsede og baskerne og kantabrerne etablerede en række semiautonome stater. Visigoterne genetablerede et centralt styre for de tidligere romerske iberiske provinser senere i 5. århundrede.

## Befolkningsgrupper
Da romerne ankom til Hispania I 2. århundrede f.Kr. var befolkning keltibere, der sandsynligvis havde både keltiske og baskiske rødder. Mellem 8. og 6. århundrede f.Kr. havde både grækere og fønikere/karthagere anlagt kolonier i kystområderne. Romerne udstationerede tre legioner i provinsen. Det betød, at især byerne blev stærkt romaniserede. Levn efter en jødisk tilstedeværelse kan spores fra 3. århundrede, mens den germanske og mauriske kommer efter den romerne.

## Religion
De mest udbredte guddomme i det romerske Spanien var Isis og Magna Mater, desuden bevarede de fønikiske guder Melqart hav- og solgud) og Tanit-Caelestis (en moder-dronning) en vis popularitet. De lokale guder blev dog også tidligt associeret med det romerske panteon (Melqart blev fx identificeret med Herkules).

## Eksport produkter
Fra Tarraconensis bestod eksporten især af tømmer, cinnober, guld, jern, tin, bly, keramik, marmor, vin og olivenolie.

## Eksterne link
- World of the Imperium romanum: Hispania. Arkiveret 5. september 2003 hos  Wayback Machine
- Detailed map of the Pre-Roman Peoples of Iberia (around 200 ) Arkiveret 11. juni 2004 hos  Wayback Machine
- Historical outline of the Roman conquest of Hispania and the province of Tarraconensis.

41°06′59″N 1°15′19″Ø / 41.1165°N 1.2552°Ø